# Saint-Gervais-les-Trois-Clochers
Saint-Gervais-les-Trois-Clochers là một xã, tọa lạc ở tỉnh Vienne trong vùng Nouvelle-Aquitaine, Pháp. Xã này có diện tích 39,15 kilômét vuông, dân số năm 2006 là 1286 người. Xã nằm ở khu vực có độ cao trung bình 152 m trên mực nước biển. 

## Hành chính
| Danh sách các xã trưởng |               |                |      |         |
| Giai đoạn               | Giai đoạn     | Tên            | Đảng | Tư cách |
| mars 2001               | réélu en 2008 | Nicole Valette |      |         |

## Biến động dân số
| Năm | 1962  | 1968  | 1975  | 1982  | 1990  | 1999  | 2006  |
| --- | ----- | ----- | ----- | ----- | ----- | ----- | ----- |
| Dân số | 1 347 | 1 395 | 1 290 | 1 286 | 1 187 | 1 169 | 1 286 |
| From the year 1962 on: No double counting—residents of multiple communes (e.g. students and military personnel) are counted only once. |       |       |       |       |       |       |       |